# Giovanni Costanzo Caracciolo
Giovanni Costanzo Caracciolo (Cartagena de Indias, 19 dicembre 1715 – Roma, 22 settembre 1780) è stato un cardinale italiano.

## Biografia
Giovanni Costanzo Caracciolo, figlio di Carmine Nicolò, principe di Santobono e viceré del Perù, e Costanza Ruffo, duchessa di Bagnara, apparteneva ad una nobile famiglia napoletana che diede alla Chiesa altre sette cardinali: Antonio Maria Ruffo, Marino Ascanio Caracciolo, Innico Caracciolo seniore, Innico Caracciolo iuniore, Niccolò Caracciolo, Diego Innico Caracciolo di Martina e Filippo Giudice Caracciolo.
Fu creato cardinale-diacono da papa Clemente XIII nel concistoro del 24 settembre 1759. Il 19 novembre 1759 ottenne il titolo cardinalizio di San Cesareo in Palatio; il 12 dicembre 1770 optò per quello di Sant'Eustachio.
Il 20 aprile 1760 ricevette gli ordini minori; il 27 aprile e il 25 maggio dello stesso anno fu ordinato suddiacono e diacono.
Nel maggio 1765 fu nominato prefetto del tribunale della Segnatura Apostolica, incarico che mantenne fino alla morte.
Come cardinale partecipò a due conclavi: quello del 1769, che portò all'elezione di papa Clemente XIV; e quello del 1774-1775, che portò all'elezione di papa Pio VI.
Morì il 22 settembre 1780 a Roma. I suoi resti riposano nella basilica di Sant'Eustachio.